# Baeopogon
Baeopogon es un género de aves paseriformes perteneciente a la familia Pycnonotidae. 

## Especies
Contiene las siguientes especies:
- Baeopogon indicator – bulbul indicador;
- Baeopogon clamans – bulbul chillón.